# Dress Act 1746
Der Dress Act 1746 (Kleidungsgesetz 1746), auch bekannt als der Disclothing Act (Entkleidungsgesetz), war ein Teil des Act of Proscription, welcher am 1. August 1746 in Kraft tat und diese machte das Tragen von "Highland Dress" – auch von Kilts –für Männer und Jungens nördlich der Highland line illegal in Schottland. Der Rest des Act of Proscription wiederholte und verstärkte den Disarming Act 1715. Die Jakotibenaufstände zwischen 1689 und 1746 fanden ihre größte Unterstützung bei Schottischen Clans, und dieses Gesetz war Teil einer Reihe von Maßnahmen, die darauf abzielen, die Clans unter die Kontrolle der Regierung zu bringen. Eine Ausnahmeregelung erlaubte das Tragen des Kilts in den Highland-Regimentern der Armee sowie bei den Veteranen, die im Militär gedient hatten. Der Landadel war ebenfalls ausgenommen, da er vom gesamten Gesetz der Ächtung ausgenommen war.
Das Gesetz wurde 1782 wieder zurückgenommen. Zu jener Zeit waren Kilts und Tartans keine gewöhnliche Highland-Kleidung mehr, was durch die Durchsetzung des Gesetzes beendet wurde. Binnen zwei Jahren gründeten Adelige der Highlands die Highland Society of Edinburgh, und bald folgten andere Clubs mit Zielen wie der Förderung der „allgemeinen Verwendung der alten Highland-Kleidung“. Dies führte zum Highland-Festzug anlässlich des Besuchs von König Georg IV. in Schottland.

## Das Gesetz

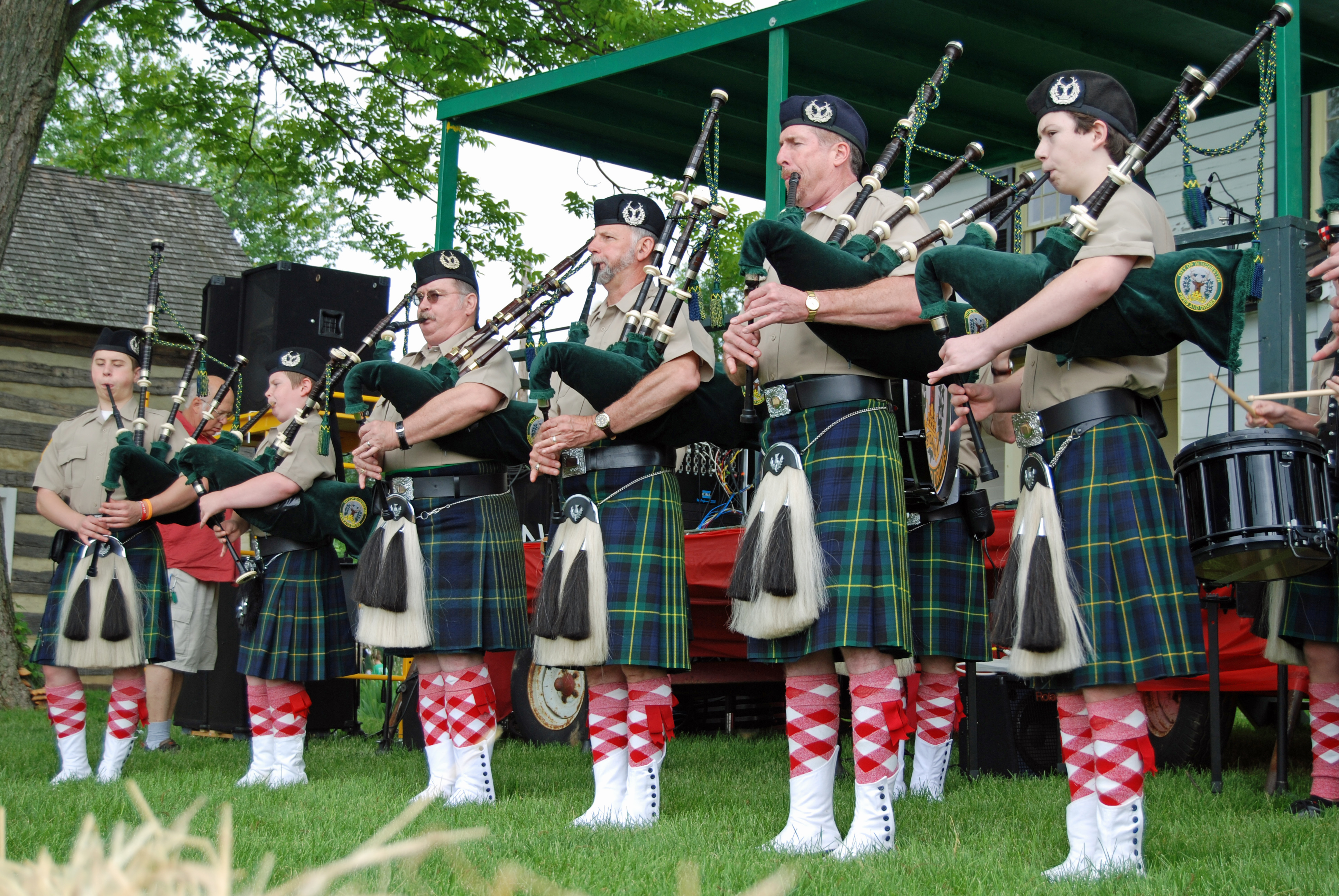
Bagpipes beim Strawberry Festival

Abschaffung und Verbot der Hochlandtracht:

„That from and after the first day of August, One thousand, seven hundred and forty-seven, no man or boy within that part of Britain called Scotland, other than such as shall be employed as Officers and Soldiers in His Majesty's Forces, shall, on any pretext whatever, wear or put on the clothes commonly called Highland clothes (that is to say) the Plaid, Philabeg, or little Kilt, Trowse, Shoulder-belts, or any part whatever of what peculiarly belongs to the Highland Garb; and that no tartan or party-coloured plaid of stuff shall be used for Great Coats or upper coats, and if any such person shall presume after the said first day of August, to wear or put on the aforesaid garment or any part of them, every such person so offending ... For the first offence, shall be liable to be imprisoned for 6 months, and on the second offence, to be transported to any of His Majesty's plantations beyond the seas, there to remain for the space of seven years.“

„Dass ab dem 1. Tag des August 1747 kein Mann und kein Junge in dem Teil Britanniens, der Schottland genannt wird, mit Ausnahme derer, die als Offiziere oder Soldaten in den Streitkräften Seiner Majestät beschäftigt sind, unter welchem Vorwand auch immer die Kleidung tragen oder anziehen darf, die gemeinhin als Hochlandkleidung bezeichnet wird (das heißt) den Plaid, Philabeg oder kleinen Kilt, Trowse, Schultergurte oder irgendeinen Teil dessen, was speziell zur Hochlandkleidung gehört; und dass für Mäntel oder Obermäntel kein Schottenmuster oder bunter Plaidstoff verwendet werden darf. Sollte es eine derartige Person nach dem besagten 1. August wagen, das oben genannte Kleidungsstück oder Teile davon zu tragen oder anzuziehen, so wird jede derartige Person, die sich dieser Ordnungswidrigkeit schuldig macht,... Beim ersten Vergehen wird sie zu sechs Monaten Gefängnis verurteilt, beim zweiten Vergehen mit der Deportation auf eine der Plantagen Seiner Majestät jenseits der Meere und einem dortigen Aufenthalt von sieben Jahren.“

## Aufhebung
Am 1. Juli 1782 wurde die königliche Zustimmung zur Aufhebung des Gesetzes gegeben, welches das Tragen von Hochlandkleidung verbot und eine Proklamation in Gälisch und Englisch verkündete:

„Listen Men. This is bringing before all the Sons of the Gael, the King and Parliament of Britain have forever abolished the act against the Highland Dress; which came down to the Clans from the beginning of the world to the year 1746.  This must bring great joy to every Highland Heart.  You are no  longer bound down to the unmanly dress of the Lowlander.  This is declaring to every Man, young and old, simple and gentle, that they may after this put on and wear the Truis, the Little Kilt, the Coat, and the Striped Hose, as also the Belted Plaid, without fear of the Law of the Realm or the spite of the enemies.“

„Hört zu, Männer. Dies bringt allen Söhnen der Gälen die Botschaft, dass der König und das Parlament von Großbritannien das Gesetz gegen die Highland-Kleidung, die den Clans seit Anbeginn der Welt bis zum Jahr 1746 überliefert wurde, für immer abgeschafft haben. Dies muss jedem Highland-Herz große Freude bereiten. Ihr seid nicht länger an die unmännliche Kleidung der Lowlander gebunden. Dies erklärt jedem Mann, ob jung oder alt, einfach oder sanft, dass sie ab jetzt die Truis, den kleinen Kilt, den Mantel und die gestreiften Hosen sowie den Plaid mit Gürtel anziehen und tragen können, ohne Angst vor dem Gesetz des Königreichs oder der Bosheit der Feinde.“